# Siknäs kyrka
Siknäs kyrka är en kyrkobyggnad som tillhör Mora församling i Västerås stift. Kyrkan ligger i Söromsjöbygden på en udde i Vanån intill landsvägen mellan Mora och Vansbro. Fram till 2010 hörde kyrkan till Venjans församling.

## Kyrkobyggnaden
Kyrkan uppfördes 1938 - 1939 efter ritningar av arkitekt Edward Dahlberg. Den är byggd av vitslammat tegel och vilar på gjuten betonggrund. Kyrkan består av ett rektangulärt långhus med ett lägre och smalare kor i öster, ett vapenhus i väster och en vidbyggd sakristia vid södra sidan. Byggnadens branta sadeltak är klädda med svart skiffer.
Kyrkorum, kor och sakristia har gråmålade brädgolv, medan golven under kyrkbänkarna är förhöjda skurgolv. Korgolvet är ett trappsteg högre än övriga kyrkorummets golv. Kyrkorummets tak är försett med tunnvalv. Ovanför koret finns ett tegelslaget kryssvalv. Mellan kyrkorum och kor finns en halvcirkelformad triumfbåge. Altarväggen har en fresk utförd 1939 av Erik Alm.
Söder om kyrkan står en klockstapel som är uppförd 1925. Stapeln är brunpanelad och har kopparhuv.

## Inventarier
- Altarkorset i nygotisk stil är från 1872 och tillverkades ursprungligen för Balingsta nya kyrka. När denna revs 1934 skänktes korset till Siknäs kyrka.
- Dopfunten i röd kalksten anskaffades 1945. Den är byggd efter ritning från Libraria och har åttakantig fot och skaft. Tillhörande dopskål i tenn är från 1939.
- Den åttakantiga predikstolen står på en hög vitmålad, murad sockel. Ovanför predikstolen finns ett fristående ljudtak som kröns av ett förgyllt kors på klot.

## Orgel
- Orgeln är byggd 1939 av John Vesterlunds Orgelbyggeri i Österlövsta. Orgeln är pneumatisk.[1] Spelbordet är placerat på orgelns norra gavel. Orgeln kostade 6000 kronor och har crescendosvällare, tuttikoppel och motor.[2]

Disposition:
| Manual I     | Manual II     | Pedal      | Koppel   |
| Gedackt 8'   | Rörflöjt 8'   | Subbas 16' | I/P      |
| Principal 4' | Kvintadena 4' |            | II/P     |
| Octava 2'    | Blockflöjt 2' |            | II/I     |
|              |               |            | I 4'/I   |
|              |               |            | II 16'/I |
|              |               |            | II 4'/I  |
|              |               |            | II 4'/P  |